# Scotland's Charity Air Ambulance
Scotland's Charity Air Ambulance est une organisation qui assiste le Scottish Ambulance Service en matière de services médicaux d’urgence en fournissant un hélicoptère assurant le rôle d'ambulance aérienne. L’hélicoptère est exploité par un organisme de bienfaisance enregistré dans l’espoir de récolter chaque année des fonds provenant de dons publics et privés d’un montant supérieur à 1,5 million £.
L'ambulance aérienne travaille aux côtés des appareils financés par l'État qui fonctionnent également à travers l'Écosse. L’association possède un Eurocopter EC-135 embarquant des ambulanciers du Scottish Ambulance Service. L’appareil est basé à l’aéroport de Perth et les tâches sont confiées par le centre de contrôle des ambulances SAS à Cardonald. En mars 2017, l'association avait participé à plus de 1300 missions.

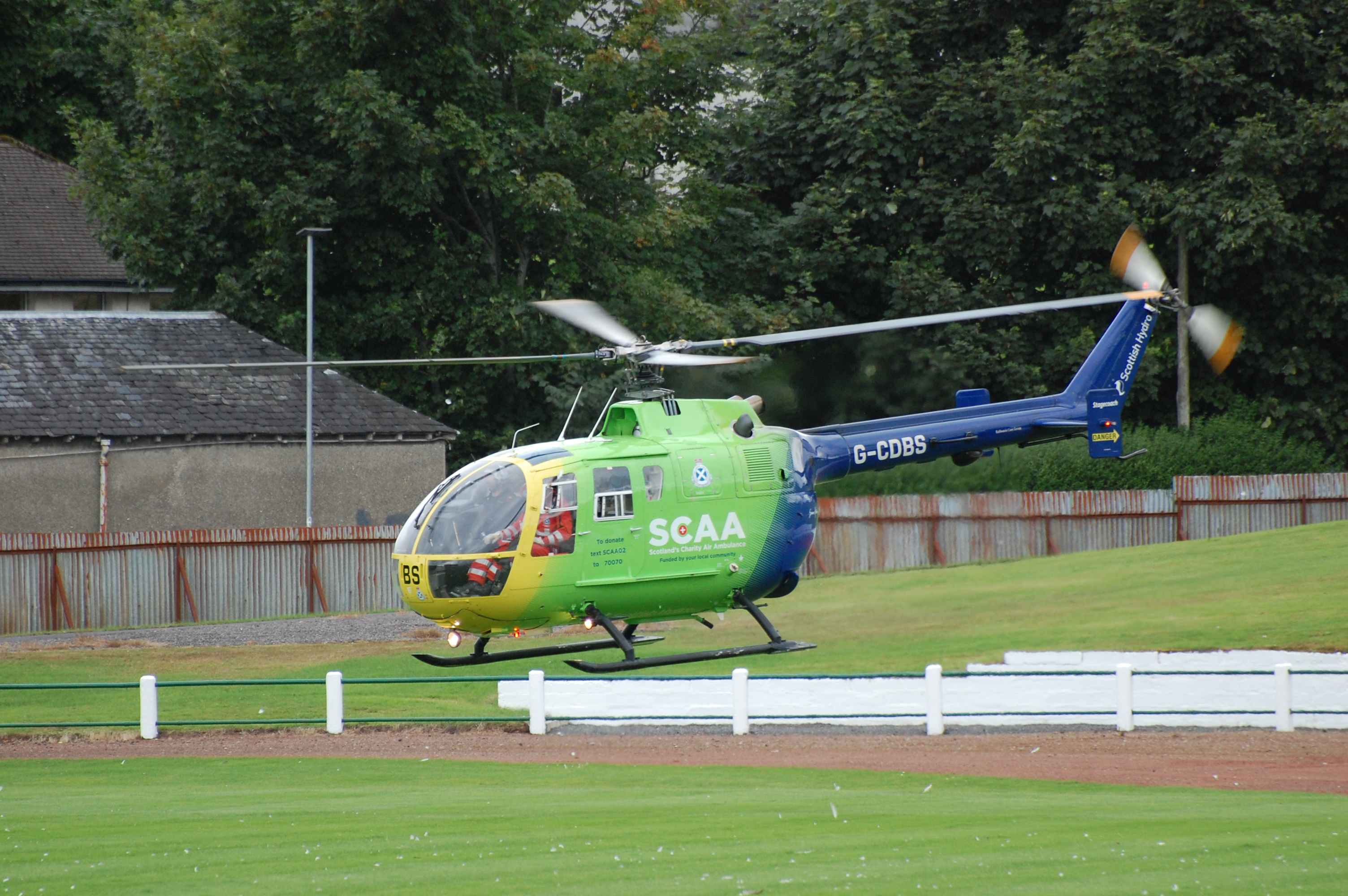
Le précédent hélicoptère Bo105. Maintenant remplacé par un EC135.

## Historique
Il a débuté ses opérations en mai 2013 avec un Bolkow 105 qui a effectué 40 missions au cours du premier mois. Au bout de deux mois, le service changeait les heures d'ouverture, permettant ainsi un déploiement plus tard dans la journée. Ce changement visait à rendre l’ambulance disponible en période de forte demande. En janvier 2014, l'ambulance aérienne avait effectué sa 200e mission. En mai 2014, après une année d'opérations, ils avaient effectué près de 300 missions. En février 2015, l'ambulance avait été envoyée dans près de 500 missions.
En mars 2015, il a été annoncé que l'organisme de bienfaisance recevrait 3,3 millions de livres sterling, ce qui lui permettrait de remplacer son hélicoptère par un appareil plus gros et plus performant.
En octobre 2015, l'association se dota d'un Eurocopter EC-135, plus rapide et plus puissant que le Bolkow. Le nouvel EC135, immatriculé G-SCAA, fonctionnait auparavant pour l'ambulance aérienne financée par le NHS en Écosse sous le nom de G-SASB.
L'organisme de bienfaisance a atteint 1 000 appels en mars 2016.
L'Ambulance aérienne charitable écossaise utilise l'indicatif radio Helimed 76.
En avril 2018, l'organisme de bienfaisance a annoncé qu'une campagne de levée de fonds d'un montant de 6 millions de livres sterling était en cours pour l'achat d'un deuxième hélicoptère pour une période de trois ans. En novembre, l'association annonça que ce deuxième appareil serait basé à Aberdeen et espérait que le service serait opérationnel d’ici fin 2019.

## Prix
Les membres de l'équipage ont été choisis comme "Héros ruraux 2017" par les juges des Scottish Rural Awards.